# Circoniscus gaigei
Circoniscus gaigei är en kräftdjursart som beskrevs av Arthur Sperry Pearse 1917. Circoniscus gaigei ingår i släktet Circoniscus och familjen Scleropactidae. Inga underarter finns listade i Catalogue of Life.